# 다마카와촌 (시즈오카현)
다마카와촌(일본어: 玉川村)은 일본 시즈오카현의 중부, 아베군에 속해있던 촌이다. 현재의 시즈오카시 아오이구 북부에 해당한다.

## 역사
- 1889년 4월 1일 - 정촌제 시행에 의해 아베군 다마카와촌이 성립하였다.
- 1969년 1월 1일 - 시즈오카시에 편입해, 동일 다마카와촌은 폐지되었다.

## 참고 문헌
- 角川日本地名大辞典編纂委員会,『角川日本地名大辞典 22 静岡県』, 角川書店, 1978年, ISBN 4040012208